# Paul Hänni
Paul Hänni (Tavannes, 3 ottobre 1914 – Crans-Montana, 1996) è stato un velocista svizzero.

## Biografia
Partecipò alle Olimpiadi di Berlino 1936 dove giunse quarto nella finale dei 200 metri, mentre nei 100 metri fu eliminato in semifinale. Stessa sorte gli occorse con la staffetta 4×100.

## Palmarès
| Anno | Manifestazione  | Sede    | Evento      | Risultato  | Prestazione | Note  |
| ---- | --------------- | ------- | ----------- | ---------- | ----------- | ----- |
| 1936 | Giochi olimpici | Berlino | 100 m piani | Semifinale | 10"7        | [ 2 ] |
| 1936 | Giochi olimpici | Berlino | 200 m piani | 4º         | 21"6        | [ 3 ] |
| 1936 | Giochi olimpici | Berlino | 4×100 m     | Batteria   | 42"2        | [ 4 ] |